# I Know What I Like (In Your Wardrobe)
Singles de Genesis
Watcher of the Skies
(1972) Counting Out Time
(1974)
Pistes de Selling England by the Pound
Dancing with the Moonlit Knight Firth of Fifth
I Know What I Like (In Your Wardrobe) est une chanson du groupe britannique  de rock progressif Genesis. Créditée aux cinq membres du groupe, la chanson parait sur l'album Selling England by the Pound, en novembre 1973, puis en single en février 1974. Elle devient un « succès mineur » en avril 1974, où elle atteint la 21e place au UK Singles Chart.

## Histoire
Peter Gabriel s'est inspiré d'une peinture de Betty Swanwick afin d'écrire les paroles. Steve Hackett est un des principaux compositeurs de la chanson qui s'est développée à partir d'un de ses riffs et qu'il jouait lors d'un jam improvisé avec Phil Collins[réf. souhaitée].

## Musiciens
- Peter Gabriel : chant, flûte traversière, tambourin
- Steve Hackett : guitare électrique, sitar électrique
- Tony Banks : orgue Hammond, synthétiseur ARP Pro Soloist, mellotron
- Mike Rutherford : basse
- Phil Collins : batterie, percussions, chœurs

## Reprises
Steve Hackett, ancien guitariste du groupe, reprend la chanson sur ses albums Genesis Revisited (1996), Genesis Revisited: Live At Hammersmith (2013), Genesis Revisited: Live At The Royal Albert Hall (2014) et Selling England By The Pound & Spectral Mornings: Live At Hammersmith (2020).
Le groupe hommage allemand Still Collins, formé en 1995, incorpore aussi la chanson dans son répertoire de concert.